# Dolichocybaeus gotoensis
Dolichocybaeus gotoensis is een spinnensoort in de taxonomische indeling van de waterspinnen (Cybaeidae).
Het dier behoort tot het geslacht Dolichocybaeus. De wetenschappelijke naam van de soort werd voor het eerst geldig gepubliceerd in 1971 door Yamaguchi & Takeo Yaginuma.